# Krokus
A Krokus svájci heavy metal/hard rock együttes, amely 1975-ben alakult Solothurnben. Első lemezük 1976-ban jelent meg. A Long Stick Goes Boom című daluk hallható a Grand Theft Auto: Vice City Stories videójátékban. Az együttest némely ember az AC/DC utánzatának tekinti, mivelhogy a dalaik hasonlítanak az ausztrál zenekar számaihoz. Nevüket a sáfrány német nevéről kapták, de a csapat szerint azért is Krokus lett a nevük, mert benne van a szóban, hogy „rok” (rock).
Magyarországon többször is felléptek a 70-es/80-as években, az Omega előzenekaraként. 2007 februárjában a HammerFall-lal és a The Poodles-szal együtt koncerteztek hazánkban. Ennek ellenére a tömeg körében ismeretlennek számít az együttes. 2010 nyarán Saffron – A Taste of Krokus néven alakult egy Krokus feldolgozásokat játszó magyar együttes (maga a "saffron" szó is sáfrányt jelent). 2019-ben búcsúturnéra indulnak, ezúttal lezárják több mint 40 éves pályafutásukat.

## Tagok
- Chris von Rohr – basszusgitár, billentyűk, ütős hangszerek, dob, ének
- Fernando von Arb – gitár, ritmusgitár, billentyűk, basszusgitár, ének
- Marc "The Voice" Storace – ének
- Armand "Mandy" Meyer - gitár, ritmusgitár
- Mark "Koki" Kohler – ritmusgitár, gitár, basszusgitár
- Flavio Mezzodi – dob, ütős hangszerek

## Diszkográfia

### Stúdióalbumok
- Krokus (1976)
- To You All (1977)
- Painkiller (1978)
- Metal Rendez-vous (1980)
- Hardware (1981)
- One Vice at a Time (1982)
- Headhunter (1983)
- The Blitz (1984)
- Change of Address (1986)
- Heart Attack (1988)
- Stampede (1990)
- To Rock or Not to Be (1995)
- Round 13 (1999)
- Rock the Block (2003)
- Hellraiser (2006)
- Hoodoo (2010)
- Dirty Dynamite (2013)
- Big Rocks (2017)